# Jef Geys

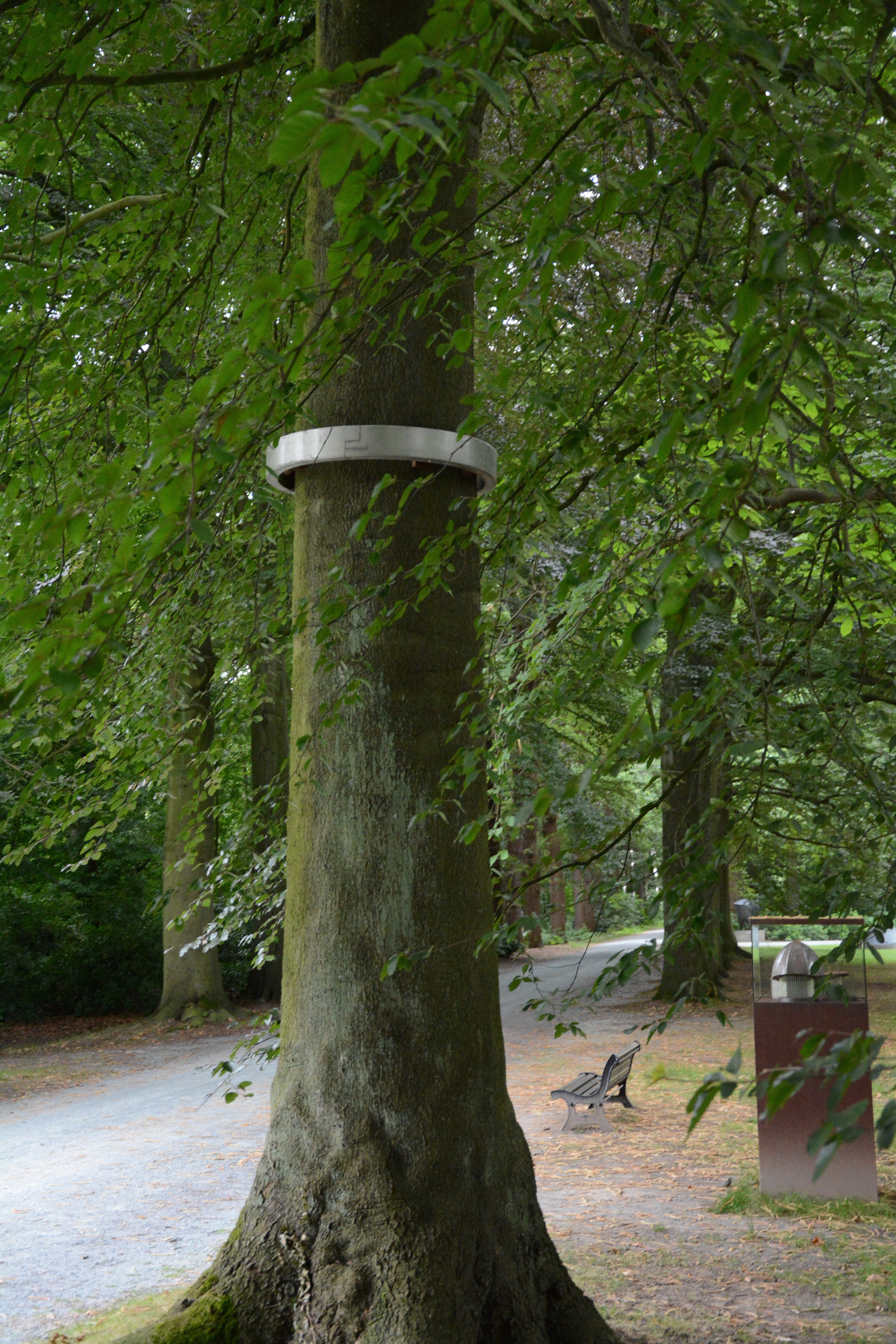
Jef Geys, Mama, 2002

Jef Geys (* 29. Mai 1934 in Leopoldsburg,  Provinz Limburg; † 12. Februar 2018 in Genk) war ein belgischer Fotograf, Bildhauer und Maler.

## Leben und Werk
Jef Geys studierte an der Koninklijke Academie voor Schone Kunsten van Antwerpen und ließ sich anschließend in Balen nieder. Er entwickelte von 1960 bis 1989 als Grundschullehrer Dutzende von Projekten mit Schülern und Lehrern.
Geys’ Bilder, Fotografien, Skulpturen und Installationen sind vielfach als serielle und unabgeschlossene Arbeitsprozesse konzipiert.
Jef Geys begann im Alter von 13 Jahren ein Verzeichnis seiner Arbeiten zu führen. Der 36-stündige Schwarz-Weiß-Film Dag en Nacht en Dag en … lässt all seine Fotografien der letzten 40 Jahre, in chronologischer Reihenfolge, Revue passieren.

## Ausstellungen (Auswahl)
- 1986: Chambres d'Amis, Gent
- 1991: Biennale von São Paulo
- 1997: Skulptur.Projekte, Münster
- 1999: Middelheimmuseum, Antwerpen[5]
- 2001: Jef Geys Kunstverein München
- 2002: Tag und Nacht und Tag und … Documenta11, Kassel
- 2004: Retrospektive Van Abbemuseum, Eindhoven[6]
- 2009: Quadra Medicinale Biennale di Venezia
- 2018: Chalet, la loge, Brussel[7]